# Stadion Awanhard w Makiejewce
Stadion Awanhard (ukr. Стадіон «Авангард») – wielofunkcyjny stadion w Makiejewce, w obwodzie donieckim na Ukrainie. Domowa arena klubu Makijiwwuhilla Makiejewka.
Stadion „Awanhard” w Makiejewce został zbudowany w XX wieku i prezentował miejscowy Jasyniwski Zakład Koksochemiczny (ukr. Ясинівський коксохімічний завод). Stadion zapisał się do historii tym, że pierwsze trzy mecze domowe sezonu 1996/1997 na stadionie prowadziła piłkarska drużyna Metałurh Donieck. Mecze Wyższej Ligi Ukrainy zobaczyło średnio 6 667 widzów.  Również na nim 18 marca 2000 odbył się mecz Szachtar Donieck - Metałurh Donieck, a 17 marca 2001 Metałurh Donieck – Nywa Tarnopol, które zobaczyło po 3 tys. widzów.
W 2013 stadion został rekonstruowany.